# Pietro Spagnoli
Pietro Antonio Arcangelo Spagnoli (Roma, 22 gennaio 1964) è un baritono italiano.

## Biografia
Pietro Spagnoli nasce il 22 gennaio 1964. Il suo primo contatto con il mondo del canto avviene all'età di otto anni, quando una conoscente di famiglia, il cui figlio faceva parte della Cappella Musicale Pontificia, il coro personale del Papa, (all'epoca Paolo VI), propose alla madre di fargli condividere questo percorso. 
Venne ascoltato dall'insegnante di solfeggio cantare 'O sole mio di Eduardo di Capua e nonostante la sua naturale timidezza fece uscire una voce prepotente che colpì molto i suoi ascoltatori, tra cui la stessa madre. Grazie a Padre Vittorio Catena e Padre Raffaele Preite, ebbe la sua primissima formazione musicale presso la scuola elementare e media dei "Pueri Cantores" secondo la più genuina massima agostiniana in base alla quale "Chi canta prega due volte". Dopo due anni di studio, alla fine della quinta elementare, entrò ufficialmente nel coro, costituito non solo da voci bianche, ma anche da adulti, tra i contralti.
Il primo concerto in pubblico al quale partecipa è stato nella città natale del compositore rinascimentale Giovanni Pierluigi da Palestrina, del quale, in quell'occasione, cantò "Tu es Petrus" sotto la direzione del Maestro Domenico Bartolucci. A questo seguirono numerose altre esibizione tra cui messe domenicali in presenza del Papa. 
L'11 febbraio del 1977 Padre Vittorio Catena nominò i cantori che, a causa della muta vocale, non potevano più rimanere nel coro. 
Aveva 13 anni e fu un piccolo trauma che, dopo quello molto più grande di pochi mesi precedenti, la morte di suo padre, lo rattristò molto. 
In seguito grazie a sua sorella Paola entrò in un gruppo scout. 
Durante le lunghe avventure in montagna ebbe modo di imparare da autodidatta la chitarra, continuando a cantare e ricevendo sempre complimenti per le sue doti canore e recitative.
A diciotto anni, quando la voce cominciò a maturare definitivamente, tornò a cantare nel coro degli ex cantori, anch'esso diretto da Padre Vittorio Catena. Questi fu il primo a dirgli di avere ottime qualità e cominciò a dargli lezioni, ma insegnandoli un'emissione concepita per il coro, e Spagnoli si rivolse ad altri insegnanti. Entrò nel Conservatorio di Santa Cecilia e continuò a fare esperienze nei cori più disparati. 
A 21 anni, dopo un'audizione con il M° Bartolucci, entrò nuovamente nel coro della Cappella Sistina, questa volta, però, nella sezione dei bassi. 
In questo modo ebbe modo di fare una tournée di sedici concerti negli Stati Uniti d'America.
Dopo un anno lasciò il coro, perché aveva vinto il concorso al Coro Sinfonico della Rai. 
Iniziò a cercare un'insegnante capace che potesse guidarlo nella sua formazione di cantante solista e la trovò nella Maestra Mirella Solenghi Ronconi. 
Nel 1986, all'età di 22 anni, partecipò al concorso Giovanni Battista Pergolesi al teatro Ghione di Roma cantando l'aria di Figaro dalle "Nozze" di Mozart. Apprezzato dalla giuria, ottenne il suo primo contratto: sei concerti in Germania de "Il mottetto di Pasqua" di Pergolesi.
Il debutto da solista in teatro risale, invece, al luglio dell'anno successivo. 
Dopo un'audizione con il celebre musicologo Rodolfo Celletti, ottenne una piccola parte ne "Il pirata" di Bellini in un allestimento al festival della Valle d'Itria.
Nello stesso anno debutta al Teatro Comunale di Firenze come Tracollo in "Livietta e Tracollo" di Pergolesi.
A partire dal 2011, è stato uno dei primi promotori della Candidatura UNESCO per l'Opera Lirica Italiana, depositata dall'Associazione Cantori Professionisti d'Italia presso l'Ufficio UNESCO del MIBACT nell'agosto 2013.

## Repertorio
| Ruolo                          | Titolo                      | Autore      |
| ------------------------------ | --------------------------- | ----------- |
| Goffredo                       | Il pirata                   | Bellini     |
| Sir Riccardo Forth             | I puritani                  | Bellini     |
| Don Geronimo                   | Il matrimonio segreto       | Cimarosa    |
| Don Meschino                   | Chiara e Serafina           | Donizetti   |
| Amur                           | Elvida                      | Donizetti   |
| Il Re                          | Francesca di Foix           | Donizetti   |
| Filidoro                       | La romanziera e l'uomo nero | Donizetti   |
| Belcore Dulcamara              | L'elisir d'amore            | Donizetti   |
| Sulpice                        | La Fille du régiment        | Donizetti   |
| Antonio                        | Linda di Chamounix          | Donizetti   |
| Malatesta                      | Don Pasquale                | Donizetti   |
| Delirio Fallito                | L'opera seria               | Gassmann    |
| Claudio                        | Agrippina                   | Händel      |
| Achilla                        | Giulio Cesare in Egitto     | Händel      |
| Araspe                         | Tolomeo                     | Händel      |
| Rodomonte                      | Orlando Paladino            | Haydn       |
| Silvio                         | Pagliacci                   | Leoncavallo |
| Gustavo Colline Visconte Paolo | La bohème                   | Leoncavallo |
| Mercurio                       | L'incoronazione di Poppea   | Monteverdi  |
| Conte d'Almaviva               | Le nozze di Figaro          | Mozart      |
| Don Giovanni Leporello         | Don Giovanni                | Mozart      |
| Don Alfonso Guglielmo          | Così fan tutte              | Mozart      |
| Figaro                         | Il barbiere di Siviglia     | Paisiello   |
| Tracollo                       | Livietta e Tracollo         | Pergolesi   |
| Mengotto                       | La Cecchina                 | Piccinni    |
| Larkens                        | La fanciulla del West       | Puccini     |
| Rambaldo                       | La rondine                  | Puccini     |
| Batone                         | L'inganno felice            | Rossini     |
| Conte Asdrubale Macrobio       | La pietra del paragone      | Rossini     |
| Filiberto Gaudenzio            | Il signor Bruschino         | Rossini     |
| Orbazzano                      | Tancredi                    | Rossini     |
| Mustafà                        | L'italiana in Algeri        | Rossini     |
| Don Geronio Prosdocimo Selim   | Il turco in Italia          | Rossini     |
| Don Bartolo Figaro             | Il barbiere di Siviglia     | Rossini     |
| Filippo                        | La gazzetta                 | Rossini     |
| Elmiro                         | Otello                      | Rossini     |
| Dandini Don Magnifico          | La Cenerentola              | Rossini     |
| Il Califfo                     | Adina                       | Rossini     |
| Capellio                       | Bianca e Falliero           | Rossini     |
| Ginardo                        | Matilde di Shabran          | Rossini     |
| Raimbaud                       | Le Comte Ory                | Rossini     |
| Talbot                         | Giovanna d'Arco             | Verdi       |
| Sir John Falstaff              | Falstaff                    | Verdi       |